# Радоешта
Радоешта, Радовишта или Радовиште (алб. Radovesh) је насељено место у општини Булћиза у округу Дибер, Албанија. Према попису из 1989. године било је 635 становника.
Према бугарском географу и историчару, Василу Канчову, у Радоештима је 1900. године живело 120 Словена муслимана. Српски етнограф Миленко Филиповић, 1940 године наводи да су Радоешта словенско муслиманско село  са око 45 кућа.